# George Hilsdon
George Richard Hilsdon, más conocido como George Hilsdon (Londres, Inglaterra; 10 de agosto de 1885-Leicester, Leicestershire; 10 de septiembre de 1941), fue un futbolista inglés que se desempeñó como delantero en clubes como el West Ham United y el Chelsea FC. Fue el primer jugador en haber anotado 100 goles para el Chelsea entre 1906 y 1912.

## Selección nacional
Fue internacional con la selección de fútbol de Inglaterra en ocho ocasiones y marcó catorce goles. Debutó el 16 de febrero de 1907, en un encuentro del British Home Championship ante la selección de Irlanda del Norte que finalizó con marcador de 1:0 a favor de los ingleses.

## Clubes
| Club            | País       | Año         |
| --------------- | ---------- | ----------- |
| West Ham United | Inglaterra | 1904 - 1906 |
| Chelsea FC      | Inglaterra | 1906 - 1912 |
| West Ham United | Inglaterra | 1912 - 1915 |